# 2. ukrajinský front

Maršál R. J. Malinovskij, velitel 2. ukrajinského frontu od května 1944

2. ukrajinský front byl vojenský svazek Rudé armády za druhé světové války, který v roce 1945 osvobodil např. Brno, Bratislavu či Budapešť.

## Historie
2. ukrajinský front vznikl 20. října 1943 přejmenováním Stepního frontu. V říjnu–prosinci rozšířil předmostí na Dněpru až ke Kirovohradu a Kryvému Rihu. Následně ve spolupráci s 1. ukrajinským frontem v Kirovohradské, Korsuň-ševčenkovské a Umaňsko-Botošanské operaci osvobodil pravobřežní Ukrajinu až k rumunské hranici.
Od dubna do začátku června 1944 se společně s 3. ukrajinským frontem neúspěšně pokoušel prorazit do Moldávie. Úspěch přišel až v srpnu (Jasko-kišiněvská operace), sovětská vojska rychle prošla Rumunskem a v říjnu 1944 v Debrecínské operaci vtrhla do Maďarska. V Budapešťské operaci společně s 3. ukrajinským frontem obsadil Budapešť a překročil Dunaj. V březnu–dubnu 1945 ve Vídeňské operaci dobyla sovětská vojska východ Rakouska s přilehlými oblastmi Moravy, v dubnu pokračovala bratislavsko-brněnskou operací hlouběji na Moravu a v květnu v Pražské operaci společně s 1. a 4. ukrajinským frontem osvobodila většinu Čech.
Po skončení války byl front zrušen, velitelství bylo přejmenováno na velitelství Oděského vojenského okruhu, ale nejvyšší důstojníci byli v čele s maršálem Malinovským a částí vojsk (především 6. gardovou tankovou armádou) převeleni k Zabajkalskému frontu.

## Podřízené svazky
- 4. gardová armáda (20. října 1943–1944)
- 5. gardová armáda (20. října 1943 – 13. července 1944)
- 7. gardová armáda (20. října 1943 – 10. června 1945)
- 37. armáda (20. října 1943 – leden 1944)
- 46. armáda (20. října 1943 – ?, 20. září – 11. prosince 1944 a 21. února – 10. května 1945)
- 52. armáda (20. října 1943 – září 1944)
- 53. armáda (20. října 1943 – 10. května 1945)
- 57. armáda (20. října 1943 – 22. února 1944)
- 5. letecká armáda (20. října 1943 – 10. června 1945)

- 5. gardová tanková armáda (20. října 1943–1945)
- 6. (od září 1944 gardová) tanková armáda (22. února 1944 – březen 1945 a duben – 10. května 1945)
- 40. armáda (březen 1944 – 10. června 1945)
- 27. armáda (1944–1945)
- 2. tanková armáda (1944 – červen 1944)
- 9. gardová armáda (duben – 10. května 1945)
- 1.gardová jezdecko-mechanizovaná skupina [1945]
- rumunská 1. armáda
- rumunská 4. armáda
- Dunajská válečná flotila

## Velení

### Velitel
- 20. října 1943 – 22. května 1944 – armádní generál (od 20. února 1944 maršál Sovětského svazu) Ivan Stěpanovič Koněv
- 22. května 1944 – 10. června 1945 – armádní generál (od 10. září 1944 maršál Sovětského svazu) Rodion Jakovlevič Malinovskij

### Člen vojenské rady
- 20. října 1943 – březen 1945 – generálporučík (od 13. září 1944 generálplukovník) Ivan Zacharovič Susajkov
- březen – 10. července 1945 – generálporučík Alexandr Nikolajevič Těvčenkov

### Náčelník štábu
- 20. října 1943 – 10. července 1945 – generálplukovník (od 29. května 1945 armádní generál) Matvej Vasiljevič Zacharov

## Národnostní složení
Po vytlačení německých vojsk z území Ukrajiny a Běloruska v letech 1943 a 1944 proběhla mobilizace místních mužů a stoupl tak podíl Ukrajinců a Bělorusů v Rudé armádě. Podle oficiálních údajů k 1. lednu 1945 sloužilo v armádách 2. ukrajinského frontu celkem 302 360 Rusů, 169 454 Ukrajinců, a 11 712 Bělorusů.